# Josh Hamilton
Joshua Holt Hamilton (sinh ngày 21 tháng 5 năm 1981) là một cựu cầu thủ bóng chày chuyên nghiệp người Mĩ chơi ở vị trí chặn sân ngoài, từng thi đấu cho các đội bóng chày Cincinnati Reds, Texas Rangers, Los Angeles Angels of Anaheim của Major League Baseball (MLB) từ năm 2007 tới 2015, với thành tích nổi bật là cùng Rangers 2 lần liên tiếp vô địch American League trong các năm 2010 và 2011. 
Là cầu thủ 5 lần được bầu chọn tham dự trận All-Star, Hamilton giành 3 danh hiệu Tay đập Bạc , cùng danh hiệu Cầu thủ xuất sắc nhất mùa giải của American League (AL MVP) năm 2010. Hamilton cũng giành được một danh hiệu Tay đập vô địch tại American League (AL) và một danh hiệu Tay đập được nhiều điểm (RBI) nhất mùa giải tại AL.

## Tiểu sử

### Sự nghiệp
Được Tampa Bay Devil Rays tuyển chọn trong ngay suất tuyển đầu tiên của Kì tuyển chọn cầu thủ của MLB năm 1999, Hamilton khi ấy được xem là một tài năng thuộc hàng không thể bỏ lỡ, cho tới khi anh gặp tại nạn xe hơi năm 2001. Chấn thương từ vụ tai nạn, và việc bị sa vào nghiện ma túy trong thời gian điều trị chấn thương đã khiến sự nghiệp anh sa sút tại đội dưới của CLB Devil Rays, thậm chí bị cấm thi đấu trong một thời gian dài. 
Trước mùa giải 2007, Chicago Cubs chiêu mộ Hamilton thông qua Hệ thống chiêu mộ Khoản 5, trước khi bán anh cho Cincinnati Reds. Hamilton ra mắt MLB tại CLB Reds vào mùa giải 2007, và thi đấu tương đối tốt với tỉ lệ hit 0,292, ghi 19 home run và 47 điểm đập trong 90 trận ra sân, trước khi chuyển đến Texas Rangers năm 2008. 
Ở mùa giải 2008, Hamilton bắt đầu khẳng định tên tuổi của mình trong màu áo Rangers, với thành tích ghi 32 home run và 130 điểm đập (nhiều nhất tại American League(AL) năm đó), với tỉ lệ hit 0,304. Tuy nhiên, nổi bật nhất trong mùa giải 2008 của Hamilton là màn trình diễn của anh tại Home Run Derby . Hamilton đạt kỉ lục về số home run ghi được trong một vòng thi đấu, với 28 lần ở vòng đầu tiên (kỉ lục này đã bị Vladimir Guerrero Jr. vượt qua vào năm 2019). Tuy nhiên, chung cuộc, anh để thua Justin Morneau và bỏ lỡ chức vô địch cuộc thi.
Sau đó anh cùng Rangers giành quyền vào tranh World Series vào năm 2010 và 2011, trong đó anh giành danh hiệu MVP Serie vô địch AL năm 2010. Tuy nhiên, Rangers để thua trong cả hai lần dự World Series, bất chấp nỗ lực của anh, bao gồm một home run đưa Rangers lấy lại thế dẫn trước tại lượt trận thứ 6 năm 2011. Trong cuộc bầu chọn cho trận All-Star năm 2012, Hamilton nhận nhiều phiếu bầu hơn bất cứ cầu thủ nào trong lịch sử trận giao hữu này. Ngày 8 tháng 5 năm 2012, Hamilton trở thành cầu thủ thứ 16 trong lịch sử MLB ghi 4 home run và lập kỉ lục AL về tổng sỗ lũy đạt được trong một trận đấu (18 lũy). 
Hamilton chuyển tới thi đấu cho Los Angeles Angels of Anaheim sau mùa giải 2012, nhưng thành tích thi đấu của anh trong giai đoạn này lại bị ảnh hưởng bởi chấn thương, sa sút phong độ và việc tái nghiện ma túy. CLB Angels cuối cùng đã chuyển nhượng Hamilton về Rangers vào năm 2015, và anh thi đấu thêm một mùa bóng cho Rangers trước khi phải giải nghệ vì chấn thương.
Hamilton được đề cử gia nhập Sảnh Danh vọng CLB Texas Rangers vào năm 2019.

### Đời sống riêng tư
Năm 2019, Hamilton bị tuyên có tội với cáo buộc bạo hành con gái lớn của anh. Năm 2022, Hamilton bị tuyên 1 năm án tù treo và 20 giờ lao động công ích với hành vi giam giữ người bất hợp pháp.